# William Henry Roach
Pour les articles homonymes, voir William Roach et Roach.
William Henry Roach (12 janvier 1784-6 octobre 1861) est un homme politique canadien de le Nouvelle-Écosse. Il est député provincial réformiste de la circonscription néo-écossaise de Digby de 1818 à 1926 et d'Annapolis County de 1826 à 1836.

## Biographie
Né à Annapolis Royal en Nouvelle-Écosse, Roach s'établit en Jamaïque à l'âge de 19 ans et sert comme comptable et surveillant du domaine Trelawny de Montego Bay. Après avoir également servit dans la milice locale, il quitte la Jamaïque en 1811. S'établissant autour du fleuve Hudson dans l'État de New York, il est forcé de retourné en Nouvelle-Écosse lorsque débute la guerre de 1812. Alors établie à Digby, il entame sa carrière politique jusqu'à sa défaite en 1836. Il devient par la suite inspecteur des silos a farine à Halifax. 
Roach retourne à Digby en 1850 où il meurt à l'âge de 77 ans.